# Постнов, Анатолий Васильевич
Анато́лий Васи́льевич По́стнов (17 января 1946, Ленинград — 3 мая 2013, Пенза) — певец, заслуженный артист РСФСР (1980).

## Биография и творчество
В 1958 семья переехала в Сердобск, где Анатолий учился в Пригородной школе, работал в автоматном цехе Сердобского часового завода, участвовал в Сердобском академическом хоре, который выступал в Москве, стал лауреатом Всесоюзного смотра художественной самодеятельности. В 1965—1968 годах А. В. Постнов служил в ансамбле песни и пляски Приволжского военного округа, работал в Саратовском театре оперы и балета, а также в Саратовской областной филармонии. С 1969 по 2013 год А. В. Постнов — артист Пензенской филармонии.
А. В. Постнов участвовал во всероссийском и всесоюзном конкурсах им. М. И. Глинки (1973, Вильнюс), артистов эстрады в Москве, Сочи, Минске. А. В. Постнов выступал с концертами во многих городах СССР и РФ. В его репертуаре — арии из опер, русские народные песни, старинные романсы.
За рубежом А,В. Постнов выступал в Венгрии (1974, 1987), Германии (1978), Румынии и Италии (1984), Испании (1996—1997), Андорре (1997). В 1994 Постнов окончил Саратовскую консерваторию.
Скончался 3 мая 2013 года после продолжительной болезни.